# Yakima Research Station
Koordinaten: 46° 40′ 56,3″ N, 120° 21′ 25,2″ W

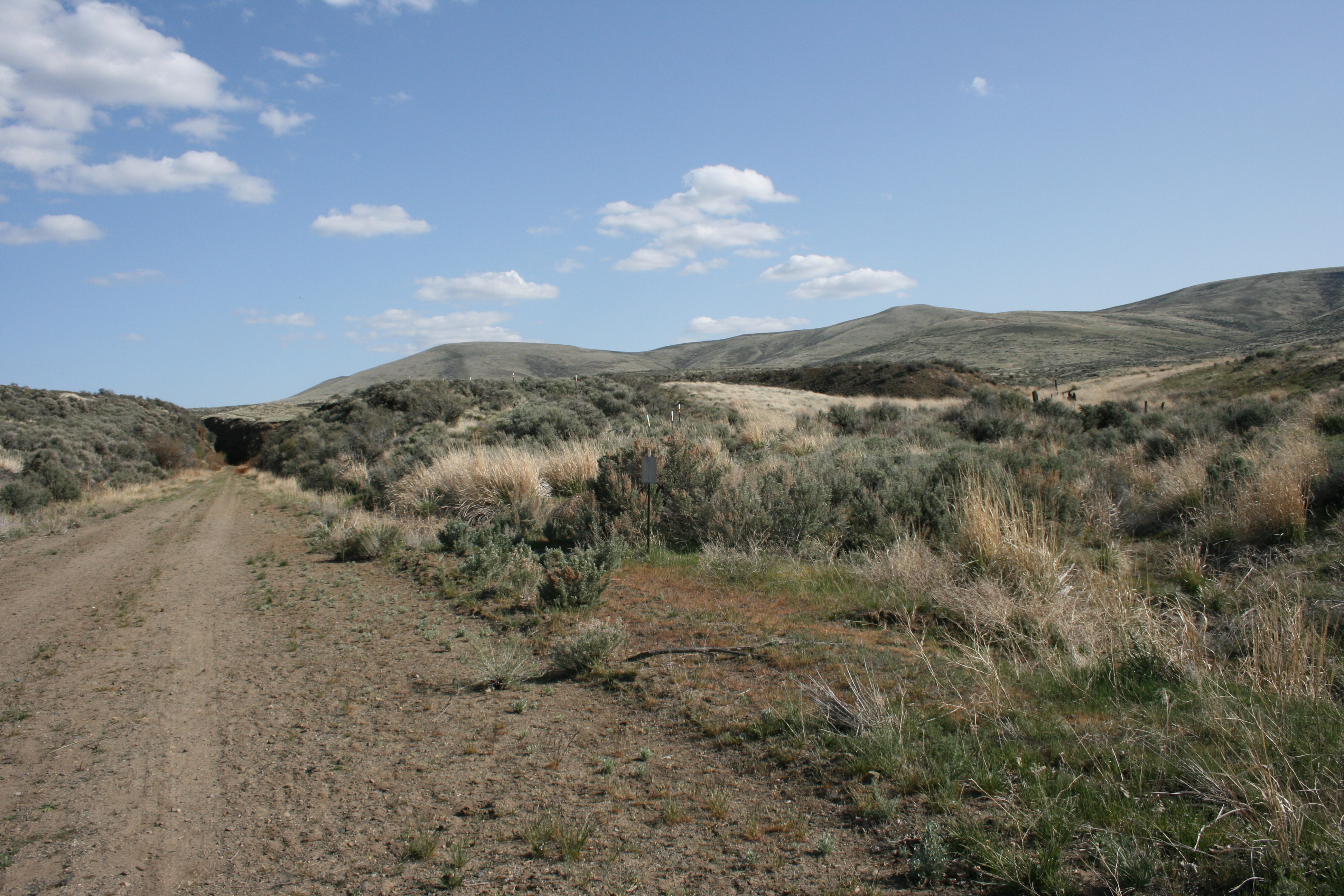
Gelände des Yakima Research Station, vom John Wayne Pioneer Trail aus gesehen

Die Yakima Research Station nordöstlich von Yakima, Washington, ist ein Standort der NSA, von dem aus im Rahmen des ECHELON-Programms die Intelsat-Kommunikation über dem Pazifik abgehört wird. Durch das militärisch genutzte Gelände führt der historische John Wayne Pioneer Trail.
Die Station soll in den nächsten Jahren in die wesentlich größere Aerospace Data Facility auf der Buckley Air Force Base in Aurora, Colorado verlagert werden.